# Magnus II des Orcades
Magnus d’Angus ou Magnus II des Orcades (né vers 1175/1185 et mort en 1239) fut comte des Orcades et comte de Caithness en Écosse de 1231/1236 à 1239.

## Origine
La relation familiale du comte Magnus d’Angus avec la famille des comtes des Orcades n’est pas clairement établie. Son nom de Magnus indique qu'il avait sans doute une mère d'origine scandinave. Traditionnellement, on considère qu’il est le fils de Gillebride, comte d'Angus mort vers 1187, et de sa seconde épouse Ingiborg, une sœur du Jarl Harald Ungi tué en 1198. Toutefois John L. Roberts avance l'hypothèse que sa mère était la fille de Jean Haraldsson donnée comme otage au roi Guillaume Ier d'Écosse.

## Règne
Après le meurtre en 1231 de Jean Haraldsson, comte des Orcades, le roi Håkon IV de Norvège l’investit en 1236 titulaire du comté des Orcades, alors qu’il devait déjà être âgé d’une cinquantaine d’année. La mort de Magnus est relevée dès 1239 par les Annales d’Islande.

## Postérité
Le comte Magnus laisse un fils, Gillebride, nommé Gibbon Magnusson par les « Annales Islandaises », qui assume partiellement sa succession.

## Sources
- Mike Ashley The Mammoth Book of British Kings & Queens Robinson London (ISBN 1841190969) « Magnus II   » p. 541-543.
- Jean Renaud, Les Vikings et les Celtes, éd. Ouest-France Université, Rennes, 1992  (ISBN 2737309018).
- (en) John L. Roberts, Lost Kingdoms Celtic scotland and the Middle Ages, Edinburgh, Edinburgh University Press, 1997, 230 p. (ISBN 0748609105), p. 85-87,109,114,134,172,206.